# Alrune Rod
Alrune Rod (1968-1975) var et dansk band, der spillede syrerock. Gruppen blev dannet i 1968 og kaldte sig oprindeligt Alrunes Rod, men skiftede efter udgivelsen af debutalbummet Alrune Rod (Sonet 1516) fra 1969 navn til blot Alrune Rod.
Alrune Rod blev dannet af følgende i samarbejde med tekstforfatteren Laus Bengtsson:
- Leif Roden (Nielsen), sang, bas og guitar
- Flemming Giese Rasmussen, guitar
- Kurt "Pastor" Ziegler Simonsen, orgel
- Claus From Rasmussen, trommer[1]

Karsten Høst medvirkede på trommer på gruppens anden plade Hej Du (Sonet 1524) fra 1971, og siden har forskellige musikere spillet med gruppen. Guitaristen Kenneth Kjær, Frank Lauridsen og Bent Hesselmann jammede med bandet ved flere koncerter. Ole Poulsen trådte ind i stedet for Kurt Ziegler, og Tom Lundén optrådte kortvarigt med gruppen. Mikael Miller, guitar, medvirkede på den engelsksprogede Alrune Rock (1974) og blev derefter fast medlem. Bandet så herefter således ud:
- Leif Roden (født 3.3.1948, København, død 3.5 2010 samme sted) (sang, elbas, guitar, tekst, komposition)
- Ole Poulsen (født 20.12.1950, København) (elguitar, guitar, vokal, mandolin, tekst, komposition)
- Tom Lundén (født 16.3.1950, København) (piano, organ, acc, sang, komposition)
- Karsten Høst (født 14.8.1948, Frederiksberg) (trommer, perkussion)
- Mikael Miller (født 8.10.1952, Greve) (elguitar, guitar, vokal, komposition).

Medlemmerne i gruppen har alle spillet i forskellige københavnske grupper, bl.a. R&B. Section (Poulsen og Høst) samt Day Of Phoenix (Høst).
Alrune Rod har siden 1968 stået markant i dansk rock, og gruppen var blandt de første til at synge danske tekster. Musikken var i begyndelsen til dels et hjemligt sidestykke til den udenlandskesyrerock, til dels symfonisk i sin opbygning. Bandet medvirkede i filmen Skæve dage i Thy. Bandet står stadig fast placeret som Danmarks symfoniske syrerock-orkester. Dette skyldes blandt andet den 21,51 minutters lange "Perlesøen".
Alrune Rod var, hvad borgerskabet forstod ved 60'er-flippere. De havde langt, filtret hår, afghanerpelse, batikfarvede undertrøjer og blikke, der var indstillet på uendeligt. Musikken var beslægtet med Gratefuld Deads tilbagelænede improvisationsrock, drømmende og med masser af tid. Guitarerne stemte ikke altid, men stemning var unik.

## Karriere
Gruppen blev dannet i 1968 af Leif Roden, Flemming Giese Rasmussen, Kurt Ziegler Simonsen og Claus From Rasmussen, og samme år blev debutsinglen "Pigen På Stranden/Tæl Aldrig I Morgen Med" udgivet fra pladeselskabet Sonet. Efter en periode med gennemtræk af musikere, indspilledes debutalbummet med tekster af Laus Bengtsson, som samtidig arbejde med Povl Dissing. Numre som "Natskyggevej" anslog en ny tone i dansk beat, nemlig en form for elektriske salmer om kærlighed og savn, der blev fulgt op på bandets plade nummer to, Hej Du. Samarbejdet var præget af stærke egoer, og gruppen blev opløst efter interne stridigheder i 1971. Da bandet blev gendannet, indtrådte Ole Poulsen i stedet for Pastor Ziegler. Herefter blev lyden hårdere og mere direkte rocket på pladen Alrune Rock (1972) med gæsteoptræden af Midnight Sun-medlemmerne Bent Hesselmann (saxofonist) og Frank Lauridsen (sanger). I 1972 medvirkede også Tom Lundén fra bandet Bifrost kortvarigt.
Herefter opstod dog utilfredshed med pladeselskabet, og det fik gruppens manager Jan Degner til at danne produktionsselskabet Mandragora, opkaldt efter den latinske betegnelse for alruneroden. Gruppen var nu nærmest et kollektiv, og guitaristen Mikael Miller, som medvirkede på den engelske udgave af Alrune Rock (1973), indtrådte herefter permanent på pladen Spredt For Vinden (1973). Herpå medvirkede også blæserne fra jazz/rock-ensemblet V8, hvis tenorsaxofonist Jesper Nehammer i 1973 og 74 var fast med i Alrune Rod. 1974 blev dog også gruppens opløsningsår, men de indspillede alligevel albummet 4-Vejs (1974), der udkom til jul, hvorefter gruppen drog på afskedsturné, der afsluttedes 29. marts 1975 på Klub Tatuba i København. Koncertuddrag udsendtes herefter som Tatuba Tapes (1975). Gruppen gendannedes midlertidigt på Langelandsfestivalen i 1995 og spillede med Torben Andersen på keyboards derudover et par jobs, blandt andet på Christiania i februar 2002. Den koncert blev optaget med henblik på en eventuel pladeudgivelse. Lp'erne 4-Vejs og Spredt For Vinden genudsendtes i foråret 2002 på cd for Karma Music.
Leif Roden dannede i efteråret 1975 med Ole Poulsen og guitaristen Finn Jensen Kalechen, som kun optrådte sporadisk og mest med kopinumre. Siden virkede Leif Roden som lydtekniker og producerede bl.a. for Bifrost og Malurt. I 1980 forsøgte han med LP'en og bandet Roden at lave en opdateret Alrune-lyd. Han var studiemusiker på Steen Springborg og Claus Wolters Under Vejr Med Mig Selv (Better Day 1981) og på en tonsætning af Klaus Rifbjergs digte. Siden midten af 80'erne og indtil sin død i 2010 havde han lydfirmaet Moto sammen med den tidligere C.V. Jørgensen-bassist Erik Falck.
Mikael Miller blev frontfigur i bandet Bifrost, og Claus From blev efterfølgende købmand. Giese uddannede sig til skolelærer og Ole Poulsen var i 1976 og 77 medlem af Gnags, som tydeligt videreførte Alrune Rod-traditionen.

## Musikalsk stil
Alrune Rod har siden 1969 stået som noget specielt i dansk rockmusik. De var en gruppe i sit egen miljø, der, før det var moderne, spillede på en kombination af syre, flowerpower og Albert Dam-mystik. Som forsangeren Leif Roden efter bandets opløsning har udtalt til journalist og forfatter Lasse Ellegaard: "Enten kunne folk bare skidegodt li' os eller osse kunne de overhovedet ikke klare os". Dengang var det en ny lyd, Alrune Rod kom med, og de var de første, efter Steppeulvene, der konsekvent sang på dansk. Leif Roden bemærkede i sin tid selv, at det var særligt, at "den danske bølge" dateredes med Skousen-Ingemann-pladen Herfra hvor vi står (1970), men årsagen lå, i følge ham selv, nok i, at Skousen-Ingemann dannede politisk og musikalsk skole sammen med Røde Mor, hvorimod Alrune Rod stort set var alene om at udvikle deres stil.
Deres umiskendelige lyd bestod blandt andet i bratte skift i lydstyrke og tempo, en konstant vekslen mellem langstrakte lydflade og hårde, tætte rytmeforløb. Sangen bestod af tekster fra en motivverden, der var fremmed for den gennemsnitlige dansker. Alrune Rod var med andre ord "flippernes" gruppe. Da gruppen nåede sit fjerde album, var musikken mere genkendelig for det store rockpublikum end tidligere.
Alrune Rod kan betragtes som Steppeulvenes arvtager hvad angår dansk musik, der relaterer til hippiekulturen. De var en af de danske grupper, der i særdeles blev inspireret af den amerikanske og britiske hippiemusik. I tidsrummet 1967-69 skete der noget på den internationale rockscene, idet adskillige stilskabere skød op, og med disse fødtes et nyt musikbegreb, nemlig syremusikken. Her er der blandt andet tale om Cream, The Jimmy Hendrix Experience og Pink Floyd. Dette skete i takt med, at selve koncertformen forandrede sig. Man vendte sig fra kropsudfoldelsen som den primære funktion mod den mere indadvendte meditation, hvor musikken skulle styre ens trip. I denne forbindelse er Alrune Rod det bedste eksempel på dansk syremusik, og sammen med Steppeulvene (og til dels Burnin Red Ivanhoe og Young Flowers) var de stort set alene om at synge psykedelisk musik på dansk i stedet for engelsk. Deres musik var symfonisk opbygget og tilstræbte en kosmisk virkning. Musikken forandrede sig dog gennem årene med en mere strammere udførelse af numrene.

## Det tekstlige univers
På Alrune Rods første plade Alrune Rod (1969) er teksterne hovedsageligt skrevet af Laus Bengtsson, og de indskrev sig i et symbolunivers, der i tematik og indhold havde paralleller til den gamle litterære traditionen Symbolismen. Symbolistiske forfattere reagerede mod naturalismens rationalisme og fokuserede på menneskets irrationelle og intuitive sider. Debutpladen blev komponeret som en helhed bestående af et kronologisk fortællingsforløb, hvor tekstens jeg præsenteres i første nummer. Jegets univers er præget af galgebakker, sorte hunde, måneskin og stjernestøv. Begreber hentet fra Albert Dam-novellen ”Alrune” fra ”Syv skilderier” (1962), der havde været en vigtig inspiration for det nye danske orkester. Kort sagt, et univers fyldt med undergangsstemning. Tekstens jeg gennem hele pladen er personifikationen af alruneroden, som er en euforiserende plante tilhørende Natskygge-familien. Udgangspunktet er som hos symbolisterne negativiteten, der, for at kunne transformeres positivt, nødvendigvis må kombineres med et positivt begreb, nemlig kærligheden. Budskabet på pladen var, at det enkelte individ skulle gøre sig fri af de samfundsmæssige former ved at nedsænke i sig selv, i stedet for at lade omverdenen forme én.
I 1970 udkom gruppens anden LP Hej Du. Hvor hovedparten af teksterne på gruppens første plade var skrevet af Laus Bengtsson, så var kan blot medforfatter på tre af Hej Du's numre. Flere vil mene, at det medførte, at teksterne ikke længere havde samme tematiske konsistens, og at betydningsindholdet blev mere indskrænket.
I en anmeldelse fra 2019 beskriver journalist og forfatter Jakob Lambertsen, hvordan Alrune Rods debutalbum Alrune Rod kom ud 50 år tidligere og lå langt fra alt, der ellers var kommet i Danmark indtil da. Langt fra både Peter Belli, Keld & The Donkeys og selv fra Steppeulvene. Det var et dystert, symfonisk, euforisk og på mange måde sprængfarligt album, skrev Lambertsen. Samtidig beskrev han, hvordan pladen på samme tid var "den mest rammende musikalske danske dokumentation af hippieånd, kollektiv romantik, fred og kærlighed fra slutningen af 1960’erne og begyndelsen af 1970’erne". Han citerer blandt andet sangen "Bjergsangen", hvor der står: ”Kom og tag min hånd, vi skal langt langt væk, kom og tag min hånd, vi skal tættere på. Lad os finde et sted, hvor alle holder fred. Rejsen blir sikkert lang, men vi finder det nok engang, vi er kun du og jeg, men måske blir vi flere på vejen.”

## Diskografi
- "Tæl Aldrig Imorgen Med" (single) (1968, Sonet)
- "Pigen på stranden" (single) (1969, Sonet)
- Alrune Rod (1969, Sonet)
- Hej Du (1970, Sonet)
- Alrune Rock (1971, Sonet)
- Alrune Rock (engelsk version) (1973, Sonet)
- Spredt For Vinden (1973, Mandragora – genudgivet i 2002, Karma Music)
- 4-vejs (1974, Mandragora – genudgivet i 2002, Karma Music)
- Tatuba Tapes (1975, Mandragora)
- Alrunen Live i Aalborg (2002, Ohm records)
- Spredt For Vinden (CD Genudgivelse) (2002, Karma Music)
- 4-Vejs (CD Genudgivelse) (2002, Karma Music)
- Ragnarock – Live Norge 1974 (2005, Karma Music)
- Tatuba Tapes ( CD Genudgivelse ) ( 2008, Karma Music )
- Roden (CD Genudgivelse ) ( 2008, Karma Music )
- ARiAB'07 'the soundtrack' dobbelt live cd ( 2009, Karma Music )
- ARiAB'07 'the movie' DVD ( 2009, Karma Music )